# Extras/Episodenliste
Diese Episodenliste enthält alle Episoden der britischen Comedyserie Extras. Die Serie umfasst zwei Staffeln mit insgesamt zwölf Episoden und ein Weihnachtsspecial in Spielfilmlänge.

## Übersicht
| Staffel | Episodenanzahl | Erstausstrahlung USA | Erstausstrahlung USA | Deutschsprachige Erstausstrahlung | Deutschsprachige Erstausstrahlung |
| Staffel | Episodenanzahl | Staffelpremiere      | Staffelfinale        | Staffelpremiere                   | Staffelfinale                     |
| ------- | -------------- | -------------------- | -------------------- | --------------------------------- | --------------------------------- |
| 1       | 6              | 21. Juli 2005        | 25. August 2005      | 16. Januar 2007                   | 20. Februar 2007                  |
| 2       | 6              | 14. September 2006   | 19. Oktober 2006     | 3. Januar 2010                    | 31. Januar 2010                   |
| Special | 1              | 27. Dezember 2007    | 27. Dezember 2007    |                                   |                                   |

## Staffel 1
| Nr. (ges.) | Nr. (St.) | Deutscher Titel               | Originaltitel              | Erstausstrahlung UK | Deutschsprachige Erstausstrahlung (D) | Regie                           | Drehbuch                        | Zuschauer (UK) |
| --- | --------- | ----------------------------- | -------------------------- | ------------------- | ------------------------------------- | ------------------------------- | ------------------------------- | -------------- |
| 1 | 1         | Die Ben Stiller Episode       | Ben Stiller                | 21. Juli 2005       | 16. Jan. 2007                         | Ricky Gervais, Stephen Merchant | Ricky Gervais, Stephen Merchant | 4,83 Mio.      |
| Ben Stiller dreht einen Film über den Bosnienkrieg, da er von seinem Image als Komiker wegkommen möchte und dem bosnischen Drehbuchautor, der seine Familie im Krieg verlor, ein Denkmal setzen will. Andy versucht derweil verzweifelt eine Sprechrolle zu bekommen, ständig gepiesackt von seinem Erzfeind Greg Lindley-Jones. Andy spricht mit dem Autor, der sich für ihn einsetzen will. Als Ben Stiller sich als eitler, arroganter, herzloser und größenwahnsinniger Tyrann aufführt und Maggie beleidigt, tritt Andy dazwischen und verteidigt seine Freundin. Damit ist seine Sprechrolle gestrichen und Andy und Maggie müssen das Set verlassen. |           |                               |                            |                     |                                       |                                 |                                 |                |
| 2 | 2         | Die Ross Kemp Episode         | Ross Kemp and Vinnie Jones | 28. Juli 2005       | 31. Jan. 2007                         | Ricky Gervais, Stephen Merchant | Ricky Gervais, Stephen Merchant | 3,62 Mio.      |
| Ross Kemp spielt in einem Film, der während der napoleonischen Kriege spielt. Andy und Maggie haben erbärmliche Statistenrollen. Maggie bandelt mit einem gutaussehenden Darsteller an, mit dem sie enttäuschenden Sex hat. Es bleibt beim One-Night-Stand. Andy schlägt sich mit seinem völlig inkompetenten Agenten herum und nimmt Kontakt zu Kemp auf, um an eine Sprechrolle zu gelangen. Der sagt Andy dies zu und spielt sich als harter Mann auf, der ein SAS-Training absolviert hat. Als Kemp prahlt, er könne Vinnie Jones fertigmachen, hinterbringt Andys Nemesis Greg Lindley-Jones dem Geschmähten Kemps Äußerung. Jones bedroht Kemp daraufhin, der erbärmlich zusammenbricht und sich als armes Würstchen ohne Selbstbewusstsein entpuppt. Andys Sprechrolle ist damit natürlich passé. |           |                               |                            |                     |                                       |                                 |                                 |                |
| 3 | 3         | Die Kate Winslet Episode      | Kate Winslet               | 4. Aug. 2005        | 30. Jan. 2007                         | Ricky Gervais, Stephen Merchant | Ricky Gervais, Stephen Merchant | 3,59 Mio.      |
| Kate Winslet spielt eine Nonne in einem Zweiten-Weltkriegs-Film. Jedoch nicht, um die Erinnerung an den Holocaust wachzuhalten, sondern weil sie der Meinung ist, dass Holocaust-Filme Oscar-Garanten sind (Schindlers Liste, Der Pianist etc.). Maggies neuer Freund steht auf versaute Telefongespräche und Winslet gibt Maggie Tipps dafür. Atheist Andy bandelt mit einer Katholikin an und versucht diese aufzureißen. Dafür gibt er sich als gläubiger Katholik aus, was bei einem Kirchenkreistreffen in einem Desaster endet. Als Maggies Freund merkt, dass sie mit anderen, darunter Kate Winslet, über seine intimen Vorlieben gesprochen hat, verlässt er sie. Eine etwas beschämte Winslet erzählt Andy, dass man auch als Darsteller eines Krüppels (Rainman, Mein linker Fuß) an Oscars kommen könne. |           |                               |                            |                     |                                       |                                 |                                 |                |
| 4 | 4         | Die Les Dennis Episode        | Les Dennis                 | 11. Aug. 2005       | 6. Feb. 2007                          | Ricky Gervais, Stephen Merchant | Ricky Gervais, Stephen Merchant | 3,93 Mio.      |
| Andys Agent beschafft Andy eine lächerliche Rolle: Die eines fetten Dschinns in einer orientalischen Märchenaufführung von und mit Les Dennis. Dieser versucht verzweifelt, wieder ins Rampenlicht zu kommen und ist sehr stolz auf seine junge attraktive Verlobte. Maggie trifft eine alte Bekannte wieder, Lizzie Bunton. Diese ist leicht verrückt, unreif und emotional vollständig von ihrem affektierten, tyrannischen Vater abhängig, dem homosexuellen Produzenten von Andys Theaterstück. Auf der Geburtstagsparty Buntons ist Maggie die einzige in Buntons Alter. Dort führen Vater und Tochter ein Medley auf und der Vater demütigt seine Tochter vor den anderen Gästen (alle im Rentenalter). Als Maggie Lizzie auffordert, sich von ihrem dominanten Vater zu lösen, schmeißt er sie raus. Les Dennis erfährt derweil, dass seine Freundin ihn betrügt. Ein depressiver Les Dennis weint sich bei Andy in der Kneipe aus und schleppt dann eine betrunkene Frau ab, um sein Selbstbewusstsein aufzupolieren. |           |                               |                            |                     |                                       |                                 |                                 |                |
| 5 | 5         | Die Samuel L. Jackson Episode | Samuel L. Jackson          | 18. Aug. 2005       | 14. Feb. 2007                         | Ricky Gervais, Stephen Merchant | Ricky Gervais, Stephen Merchant | 3,58 Mio.      |
| Samuel L. Jackson spielt einen amerikanischen Polizisten in Großbritannien. Auch Maggie und Andy haben Rollen in diesem Film – natürlich wieder nur als Statisten. Ein merkwürdiger, korpulenter und hypersensibler Statist beschafft Andy eine Sprechrolle und Maggie verabredet sich mit einem attraktiven Farbigen. Doch das Rendezvous mit ihm geht katastrophal schief. Maggie hat permanent das Gefühl, der Schwarze könnte sie für eine Rassistin halten und macht mit dümmlichen Sprüchen alles nur noch schlimmer. Andy wird von dem Statisten dazu genötigt, mit ihm zu einem Date zu gehen. Ob dieser schwul oder einfach nur völlig verpeilt ist, wird nicht aufgeklärt. Andy bricht das Abendessen irgendwann ab und lässt diesen zutiefst gekränkt zurück. Ein völlig verkrampfter Auftritt Andys und Maggies vor Samuel L. Jackson führt dazu, dass Andy seine Sprechrolle wieder verliert. |           |                               |                            |                     |                                       |                                 |                                 |                |
| 6 | 6         | Die Patrick Stewart Episode   | Patrick Stewart            | 25. Aug. 2005       | 20. Feb. 2007                         | Ricky Gervais, Stephen Merchant | Ricky Gervais, Stephen Merchant | 3,86 Mio.      |
| Andy spricht mit Patrick Stewart und bittet diesen um seine Meinung zu Andys Drehbuch für eine lustige Fernsehserie. Stewart selbst erzählt Andy von seinem eigenen Wunschfilm: Ein dümmlicher versauter Streifen, bei dem es nur darum geht, ständig nackte Frauen zeigen zu können. Dennoch lässt Stewart seine Kontakte zur BBC spielen und verschafft Andy ein Vorstellungsgespräch. Das Vorsprechen ist einerseits insoweit erfolgreich, als die BBC die Serie produzieren will, andererseits ist Andy enttäuscht, da die Serie völlig niveaulos gemacht und umgeschrieben wird. Dass Andy mit seinem Drehbuch Erfolg hat, gefällt Greg Lindley-Jones gar nicht. |           |                               |                            |                     |                                       |                                 |                                 |                |

## Staffel 2
| Nr. (ges.) | Nr. (St.) | Deutscher Titel              | Originaltitel    | Erstausstrahlung UK | Deutschsprachige Erstausstrahlung (D) | Regie                           | Drehbuch                        | Zuschauer (UK) |
| --- | --------- | ---------------------------- | ---------------- | ------------------- | ------------------------------------- | ------------------------------- | ------------------------------- | -------------- |
| 7 | 1         | Die Orlando-Bloom-Episode    | Orlando Bloom    | 14. Sep. 2006       | 3. Jan. 2010                          | Ricky Gervais, Stephen Merchant | Ricky Gervais, Stephen Merchant | 3,62 Mio.      |
| Andys neue Sitcom, When the Whistle Blows, wird gedreht, während Maggie in einem Film mit Orlando Bloom mitspielt. Orlando Bloom stellt sich als absolut eitel heraus und er ist entsetzt, dass Maggie ihn nicht super-sexy findet. Andy ist enttäuscht über das unterirdische Niveau seiner Sitcom, in der er die Hauptrolle spielt. |           |                              |                  |                     |                                       |                                 |                                 |                |
| 8 | 2         | Die David-Bowie-Episode      | David Bowie      | 21. Sep. 2006       | 10. Jan. 2010                         | Ricky Gervais, Stephen Merchant | Ricky Gervais, Stephen Merchant | 3,84 Mio.      |
| Die Kritik an When the Whistle Blows ist katastrophal, die Quoten jedoch anständig. Andy wird jetzt auf der Straße erkannt. Als Andy in einer Bar David Bowie trifft und mit ihm über sein Dilemma spricht, demütigt Bowie ihn in der Öffentlichkeit. Andy geht traurig in einen Pub, wo er merkt, dass er Fans hat, die er eigentlich gar nicht haben will. |           |                              |                  |                     |                                       |                                 |                                 |                |
| 9 | 3         | Die Daniel-Radcliffe-Episode | Daniel Radcliffe | 28. Sep. 2006       | 17. Jan. 2010                         | Ricky Gervais, Stephen Merchant | Ricky Gervais, Stephen Merchant | 3,46 Mio.      |
| Andy spielt in einem Fantasyfilm mit Daniel Radcliffe, Warwick Davis und Diana Rigg. Radcliffe ist 17 und will den Darstellerinnen und Statistinnen weismachen, dass er schon ein richtiger Mann sei. Allerdings taucht seine Mutter am Set auf und putzt ihn herunter. In einem besonders peinlichen Moment wirft er Dame Diana Rigg ein ausgeleiertes Kondom auf den Kopf. Andy wird unschuldig Opfer einer Hetzkampagne der Medien, da er eine Mutter eines Jungen mit Down-Syndrom geschlagen haben soll. Als er schließlich dem kleinwüchsigen Schauspieler Warwick Davis einen Tritt verpasst, ist der Skandal komplett. |           |                              |                  |                     |                                       |                                 |                                 |                |
| 10 | 4         | Die Chris-Martin-Episode     | Chris Martin     | 5. Okt. 2006        | 24. Jan. 2010                         | Ricky Gervais, Stephen Merchant | Ricky Gervais, Stephen Merchant | 3,6 Mio.       |
| Andy macht ein Wohltätigkeitsvideo und trifft dabei Chris Martin von der Band Coldplay. Martin ist ein völlig scham- und anstandsloser Snob, der die Wohltätigkeitsfotos als Werbemöglichkeit nutzen will. Er versucht, Werbung für sein neues Album zu machen. Das quotenhungrige Management der Show When the Whistle Blows sorgt für seinen Cameoauftritt – gegen den Willen Andys. Die Presse bezeichnet diesen Auftritt als neuen Tiefpunkt der Show. Andy wird für einen BAFTA nominiert. Als Stephen Fry den Preis gewinnt, macht er sich über Andy lustig. Darrens Blödheit bringt Andy in eine neue peinliche Situation: Er wird mit Darren und Ronnie Corbett auf der Toilette beim Drogenkonsum erwischt. Das schließt ihn für alle Zeiten von weiteren BAFTAs (außer den walisischen) aus. |           |                              |                  |                     |                                       |                                 |                                 |                |
| 11 | 5         | Die Ian-McKellen-Episode     | Ian McKellen     | 12. Okt. 2006       | 31. Jan. 2010                         | Ricky Gervais, Stephen Merchant | Ricky Gervais, Stephen Merchant | 3,66 Mio.      |
| Andy ist wegen der vernichtenden Kritiken verzweifelt. Da gelingt es ihm, ein Vorsprechen bei Sir Ian McKellen zu bekommen. Er soll die Hauptrolle bei dem Homosexuellendrama A Month of Summers spielen. Das Stück hat im Gegensatz zu When the Whistle Blows ein gewisses Niveau. Andy fühlt sich sichtlich unwohl und die Aufführung endet in einer Katastrophe, da Andy das Stück abbricht. Darrens Date mit Maggie endet ebenfalls desaströs, als dieser beginnt, seine Fäkalien mit einem Rührstab zu zerkleinern. |           |                              |                  |                     |                                       |                                 |                                 |                |
| 12 | 6         | Die Jonathan-Ross-Episode    | Jonathan Ross    | 19. Okt. 2006       | 31. Jan. 2010                         | Ricky Gervais, Stephen Merchant | Ricky Gervais, Stephen Merchant | 3,85 Mio.      |
| Andy lernt Jonathan Ross bei der Serie Friday Night with Jonathan Ross kennen. Ross ist größenwahnsinnig und hält halt sich für einen der größten Komödianten der britischen Fernsehgeschichte. Dabei macht Andy die Bekanntschaft der Mutter eines todgeweihten Jungen. Diese drängt sich Andy auf und bittet ihn, den Jungen im Krankenhaus zu besuchen, was Andy widerwillig zusagt. Andy setzt Darren die Pistole auf die Brust: Entweder er besorgt ihm ein Gespräch mit Robert De Niro oder er feuert ihn. Dem inkompetenten Darren gelingt dies wider Erwarten tatsächlich. Als Andy zu dem Gespräch mit de Niro kommen soll, geht er mit Maggie zu dem todgeweihten Jungen, da ihm dies in diesem Augenblick wichtiger erscheint.                                                              |           |                              |                  |                     |                                       |                                 |                                 |                |

## Weihnachtsspecial
| Nr. (ges.) | Nr. (St.) | Deutscher Titel | Originaltitel     | Erstausstrahlung UK | Deutschsprachige Erstausstrahlung (D) | Regie                           | Drehbuch                        | Zuschauer (UK) |
| --- | --------- | --------------- | ----------------- | ------------------- | ------------------------------------- | ------------------------------- | ------------------------------- | -------------- |
| 13 | 1         | –               | Christmas Special | 27. Dez. 2007       | —                                     | Ricky Gervais, Stephen Merchant | Ricky Gervais, Stephen Merchant | 5,63 Mio.      |
| Nach drei Staffeln When the Whistle Blows ist Andy berühmter als je zuvor. Er bekommt ohne Probleme einen Tisch im begehrten Restaurant Ivy. Seine Freundschaft zu Maggie erhält er zwar aufrecht, aber er wird immer arroganter ihr gegenüber. Beide entfremden sich zunehmend. Maggie steckt in einer tiefen Krise: Ihr Leben ist verpfuscht. Als sie am Set mit Clive Owen in schrecklicher Weise gedemütigt wird, schmeißt sie den Statistenjob hin. Sie rutscht sozial ab und landet in einer erbärmlichen kleinen Wohnung im Ghetto. Andy ist sozial aufgestiegen, jedoch nicht zufrieden. Er würde gerne niveauvolle Rollen spielen, so wie sein Erzfeind Greg. Andy hat von seinem Agenten die Faxen dicke und entlässt ihn. Dieser muss seinen Job aufgeben und wieder zusammen mit Barry von EastEnders im Handyladen arbeiten. Andy verleugnet ihn und bricht den Kontakt komplett ab, was diesen seelisch verletzt. Andys neuer Agent Tre Cooper hat einen einfachen Plan: Niveaulosen Mist drehen und reich werden oder mit niveauvollen Sendungen untergehen. Andy akzeptiert dies nicht und kündigt bei When the Whistle Blows. Er steht auf einmal arbeitslos da und bekommt keine niveauvollen Rollen. Er geht gedemütigt zu seinem Agenten und gibt zu, dass dieser Recht hatte. Dieser bringt ihn bei Celebrity Big Brother unter. Für Andy ist dies die ultimative Demütigung. Hier befindet er sich mit geistlosen C-Prominenten am Tiefpunkt seines Lebens. In einer öffentlich übertragenen Lebensbeichte rechnet er mit dem ganzen Showbiz-Zirkus ab und entschuldigt sich öffentlich bei Maggie. Er verlässt das Haus und findet in der Öffentlichkeit Respekt und Anerkennung. Zum Schluss trifft er Maggie, die ihm vergibt. |           |                 |                   |                     |                                       |                                 |                                 |                |